# Tamara Kleban
Tamara Michajłauna Kleban (biał. Тамара Міхайлаўна Клебан, ros. Тамара Михайловна Клебан, Tamara Michajłowna Kleban; ur. 14 stycznia 1964 w Szestyłach w rejonie szczuczyńskim) – białoruska polityk, w latach 2008–2012 deputowana do Izby Reprezentantów Zgromadzenia Narodowego Republiki Białorusi IV kadencji.

## Życiorys
Urodziła się 1 czerwca 1961 roku we wsi Szestyły, w rejonie szczuczyńskim obwodu grodzieńskiego Białoruskiej SRR, ZSRR. Ukończyła Białoruski Państwowy Instytut Politechniczny, uzyskując wykształcenie inżyniera ekonomisty, a także Instytut Służby Państwowej Akademii Zarządzania przy Prezydencie Republiki Białorusi ze specjalnoścą „Stosunki międzynarodowe”. Pracę zaczęła w produkcyjno-ekonomicznych służbach organizacji budowlanych w Lidzie. Następnie pracowała jako zarządzająca sektorem ds. pracy, zastępca kierownika, kierownik Urzędu ds. Gospodarki i Stosunków Pracy, kierownik Urzędu Gospodarki Lidzkiego Miejskiego Komitetu Wykonawczego.
27 października 2008 roku została deputowaną do Izby Reprezentantów Zgromadzenia Narodowego Republiki Białorusi IV kadencji z Lidzkiego Okręgu Wyborczego Nr 54. Pełniła w niej funkcję zastępczyni przewodniczącego Stałej Komisji ds. Polityki Pieniężno-Kredytowej i Działalności Bankowej. Od 13 listopada 2008 roku była członkinią Narodowej Grupy Republiki Białorusi w Unii Międzyparlamentarnej.

## Odznaczenia
- Gramota Pochwalna Ministerstwa Gospodarki Republiki Białorusi[1].

## Życie prywatne
Tamara Kleban jest mężatką, ma syna.